# Stazione di Cassola
La stazione di Cassola è una stazione ferroviaria posta sulla linea Trento-Venezia. Serve il centro abitato di Cassola, in provincia di Vicenza.

## Strutture e impianti
La stazione è gestita da Rete Ferroviaria Italiana.

## Movimento
La stazione è servita da treni regionali svolti da Trenitalia nell'ambito del contratto di servizio stipulato con le regioni interessate.